# 과천정보타운역
과천정보타운역(Gwacheon Information Town Station, 果川情報타운驛)은 수도권 전철 4호선의 정부과천청사과 인덕원 사이에 새로 건설되는 역이며 2027년 1월에 개통될 예정이다.

## 역사
- 2023년 2월 6일: 역명 확정[1]